# Dominique Baudis
Pour les articles homonymes, voir Baudis.
Dominique Baudis, né le 14 avril 1947 à Paris et mort dans la même ville le 10 avril 2014, est un journaliste, écrivain et homme politique français. Il a notamment été journaliste de télévision, puis maire de Toulouse, député, président du conseil régional de Midi-Pyrénées, député européen, puis président du Conseil supérieur de l'audiovisuel (CSA) et Défenseur des droits.

## Biographie

### Famille et études
Fils de l'homme politique Pierre Baudis, il effectue ses études au collège du Caousou à Toulouse, puis à Paris au lycée Fénelon Sainte-Marie. Il effectue sa terminale philo au lycée Carnot en 1964. Il obtient son diplôme de l'Institut d'études politiques de Paris (service public) en 1968.

### Carrière journalistique
En 1965, Dominique Baudis devient responsable du mouvement des Jeunes démocrates, et en 1971, il part au Liban et devient journaliste de radio et de télévision à Beyrouth jusqu'au début de la guerre civile libanaise en 1975 où il est blessé. Il devient ensuite correspondant de TF1 (alors chaîne publique) pour le Proche-Orient. Sa carrière journalistique l'amène à devenir grand reporter pour TF1 de 1976 à 1977, puis présentateur du journal télévisé de 20 h de la même chaîne de 1977 à 1980, et celui du Soir 3 de FR3 jusqu'en 1982.
Cette même année, il est chargé par FR3 d'assurer les relations avec le Sénat.

### Carrière politique

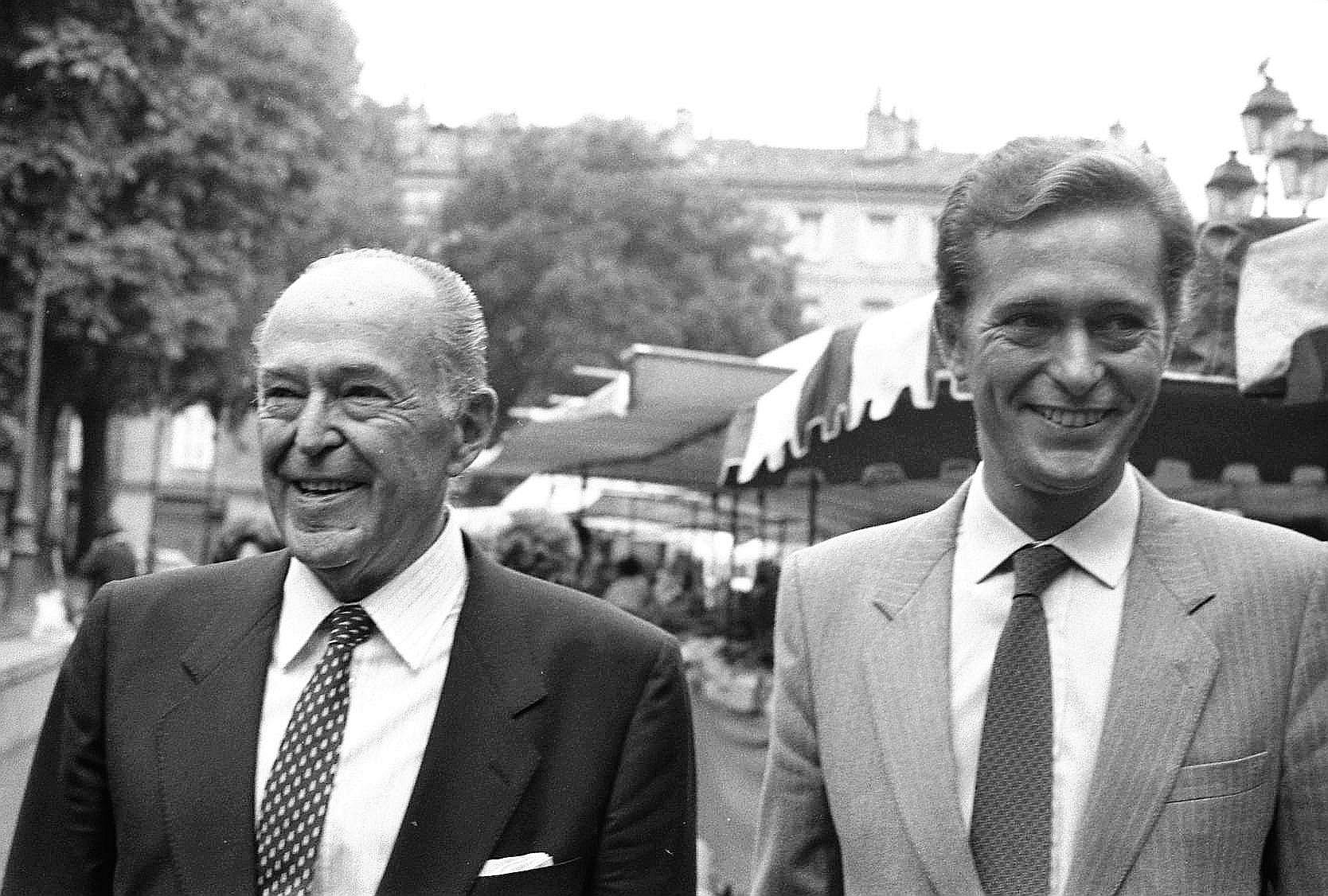
Dominique Baudis aux côtés de son père, Pierre Baudis, auquel il succède en tant que maire de Toulouse.

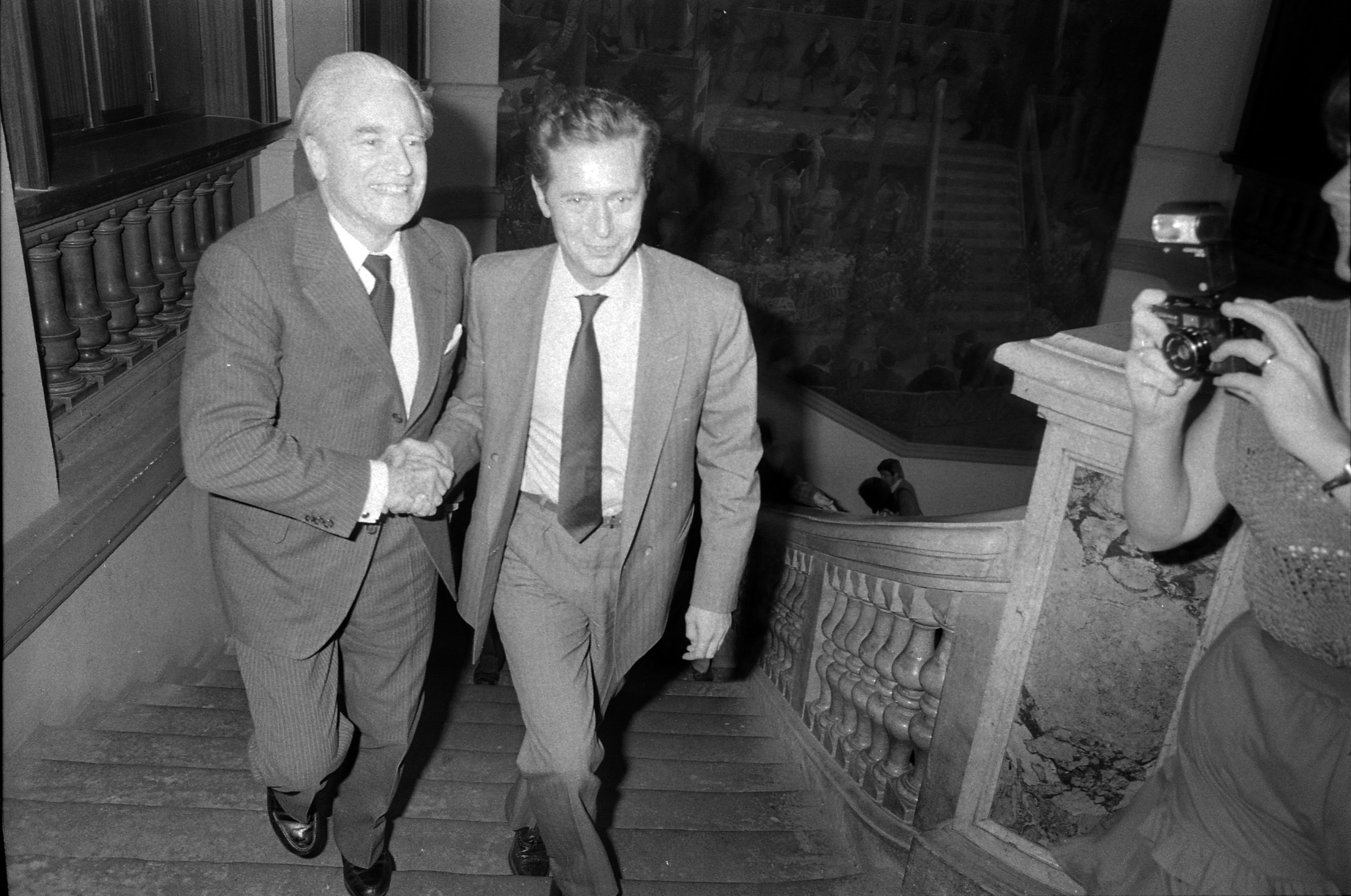
Dominique Baudis et Jacques Chaban-Delmas, maire de Bordeaux, en 1985.

Encore étudiant et président du Mouvement des jeunes démocrates, il est élu en mars 1971 conseiller municipal de Boulogne-Billancourt sur la liste menée par Georges Gorse.
Il quitte l'audiovisuel public fin 1982, pour être candidat à la succession de son père, Pierre Baudis, maire de Toulouse de 1971 à 1983. Il est élu en mars 1983 lors des élections municipales, sous l'étiquette du CDS, composante de l'UDF, tout en affirmant une ligne d'ouverture politique. Les fois suivantes, il est réélu jusqu'aux élections de 1995 dès le premier tour, avec 55 % des voix. L'universitaire Stéphane Beaumont rappelle qu'en tant que maire, il fut « l'homme de l'endettement zéro ». Il a également participé à transformer la ville en grande métropole économique et universitaire et lancé le métro de Toulouse. Il refuse plusieurs fois de devenir ministre afin de se consacrer à sa ville.
En 1984, il est aussi élu au Parlement européen pour quatre ans.
En 1985, il devient également conseiller général de la Haute-Garonne, pour cinq ans.

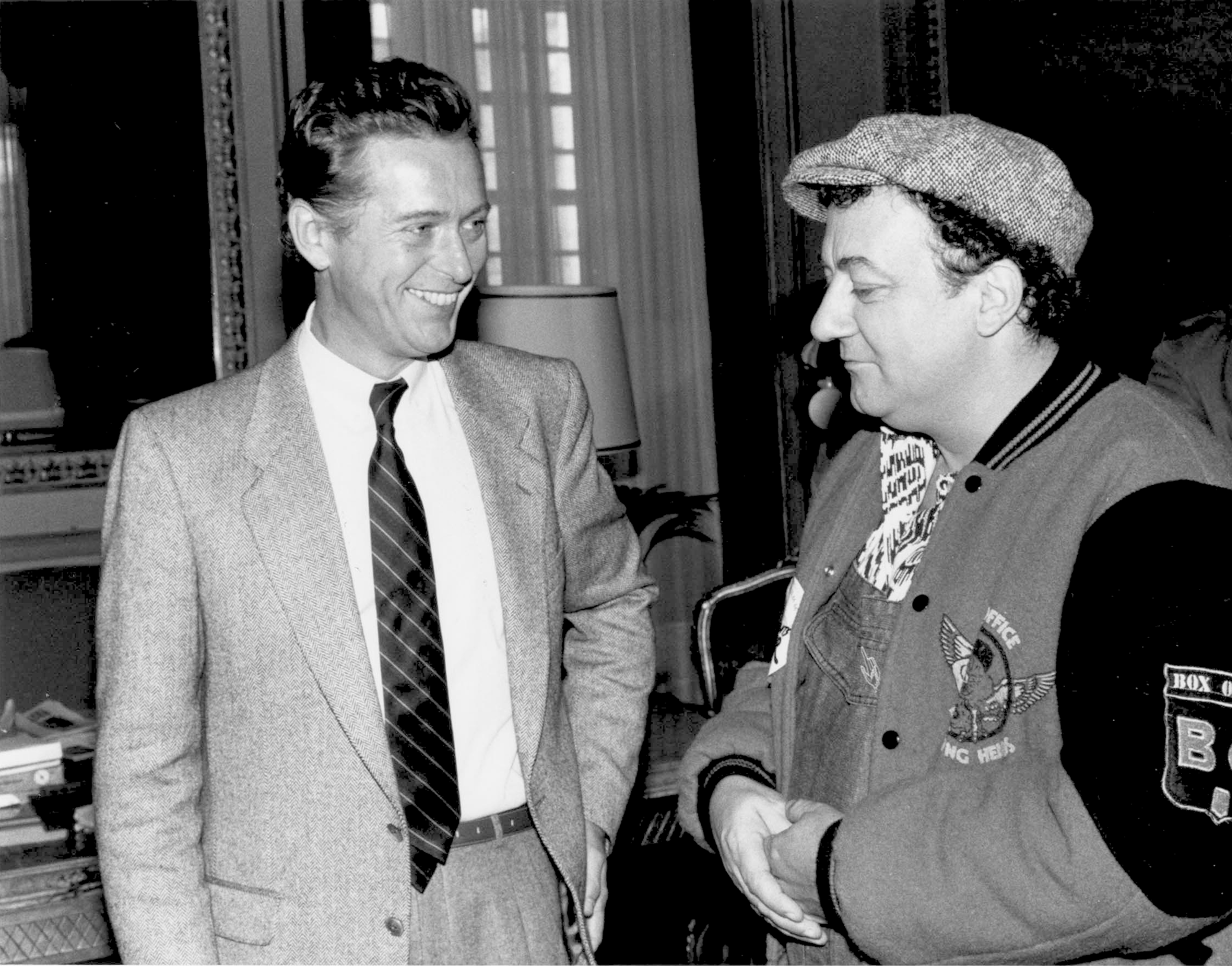
En décembre 1985, le maire de Toulouse reçoit Coluche pour le lancement des Restos du coeur.

En 1986, il est élu au Conseil régional de Midi-Pyrénées, dont il devient le président. Enfin, la même année, il est élu député à l'Assemblée nationale, mandat dont il démissionne au profit de son père Pierre, il sera réélu en 1988, en 1993 et en 1997. Il est alors un des responsables de Force démocrate, parti faisant partie de la confédération de partis nommée UDF.

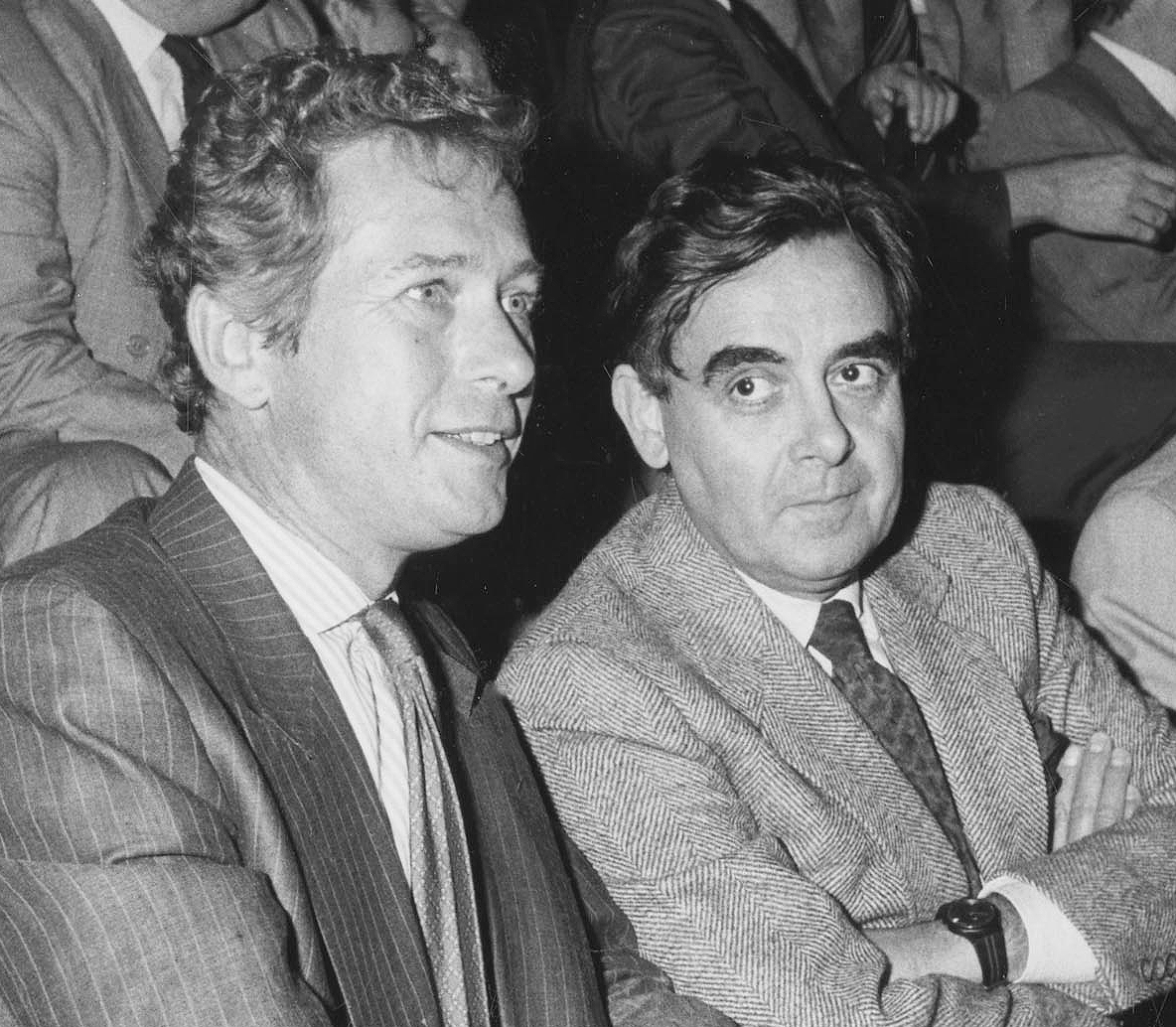
En 1986, aux côtés de Bernard Pivot, à Toulouse.

En 1989, il fait partie du courant des « rénovateurs », avec Michel Noir, François Bayrou, Philippe Séguin ou encore Alain Carignon, leur ambition (avortée) étant de lancer un parti unique de la droite et du centre (à partir du RPR et de l'UDF) en écartant Jacques Chirac et Valéry Giscard d'Estaing. Il demande ainsi personnellement à la télévision le départ de ce-dernier de la vie politique.
En 1994, il conduit la liste UDF-RPR qui recueille 25,58 % des voix et arrive en tête des élections européennes ; initialement créditée de 40 % dans les sondages, la liste doit pâtir de la dissidence de Philippe de Villiers, encouragé par Charles Pasqua.
En 1998, il devient membre du bureau politique et du conseil de la présidence de l’UDF.

### Conseil supérieur de l'audiovisuel
En mai 2000, succédant à Alain Peyrefitte, il devient pour un an le président du comité éditorial du quotidien français Le Figaro.
Il démissionne de tous ses mandats électifs, lorsque le président de la République Jacques Chirac lui propose de devenir président du Conseil supérieur de l'audiovisuel (CSA). Il laisse également ouverte sa succession au poste de maire de Toulouse, qui sera gagnée par Philippe Douste-Blazy aux élections municipales suivantes. Sa nomination au CSA fut contestée, son impartialité étant mise en cause par certains hommes politiques de gauche, tels François Hollande et Robert Hue. Sa présidence a été marquée par le lancement de la télévision numérique terrestre (TNT) en 2005 et la lutte contre la pornographie.
Après avoir quitté ses fonctions de président du CSA en janvier 2007 (où il est remplacé par Michel Boyon), il est élu président de l'Institut du monde arabe en février 2007.

### Retour en politique
En janvier 2009, il est désigné tête de liste UMP de la circonscription Sud-Ouest comptant 6 200 794 électeurs inscrits pour les élections européennes de 2009. Le 7 juin 2009, la liste de la majorité présidentielle qu'il conduit est celle qui obtient le plus de voix : 705 900 et 26,89 % des suffrages exprimés, ce qui permet à sa liste d'obtenir quatre sièges au Parlement européen, loin devant celle du Parti socialiste conduite par Kader Arif. Sa liste a obtenu une majorité relative de voix dans les trois régions de la circonscription Sud-Ouest, tout comme dans la très grande majorité des villes les plus grandes de cette circonscription, notamment à Toulouse où il dépasse le seuil symbolique des 30 %. Lors de ces élections, la majorité présidentielle a doublé ses députés par rapport au précédent scrutin de 2004.
Le 16 juillet 2009, il est élu vice-président de la commission des affaires étrangères du Parlement européen. Il est membre de la délégation pour les relations avec les pays du Machrek (Égypte, Jordanie, Liban et Syrie) et de la délégation à l'Assemblée parlementaire euro-méditerranéenne.
Le 10 novembre 2009, il est nommé rapporteur sur l'accord d'association sur la Syrie, en négociation depuis 2004.
Fin octobre 2010, il est chargé par le Parlement de réaliser une étude des relations entre l'Union européenne et le Conseil de coopération du Golfe. Après une audition publique au Parlement européen, il rédige un rapport qui est adopté par celui-ci le 24 mars 2011 en session plénière.

### Défenseur des droits
Président de l'Institut du monde arabe, président de l'Autorité de régulation professionnelle de la publicité depuis le 12 octobre 2010 et député européen PPE de la circonscription Sud-Ouest de France, il démissionne de tous ses mandats lorsqu'il est nommé défenseur des droits par le président Nicolas Sarkozy le 22 juin 2011.
À ce poste, il permet aux victimes du sida et aux séropositifs d'avoir accès aux soins funéraires, interdits depuis 1986.
Il est le premier Défenseur des droits à avoir permis que les matermittentes soient rétablies dans leurs droits en considérant dans sa décision du 13 mars 2012 que « la situation dans laquelle sont placées les intermittentes du spectacle durant et à l'issue de leur congé de maternité constitue une discrimination fondée sur l'état de grossesse tant au regard du droit communautaire que du droit interne ».

### Mort et hommages
Alors qu'il exerce la fonction de défenseur des droits, il est opéré du cervelet et hospitalisé à plusieurs reprises avant de mourir à l'hôpital du Val-de-Grâce à Paris des suites d'un cancer du poumon, le 10 avril 2014,.
Le 15 avril 2014, un hommage national, présidé par le président de la république François Hollande, lui est rendu aux Invalides, à Paris.
Ses obsèques ont lieu le 16 avril 2014, en la cathédrale Saint-Étienne de Toulouse. Le lendemain matin, il est crématisé au crématorium de Toulouse à Cornebarrieu, et ses cendres sont inhumées au cimetière de Salonique, dans une tombe non loin de celle de son père Pierre Baudis,.
Lors d'une cérémonie le 14 avril 2015, un buste en bronze est installé dans la cour intérieure Henry IV de l’hôtel de ville, place du Capitole.
Le 8 juillet 2019, l'aéroport de Toulouse-Blagnac a été décoré avec la signature de Dominique Baudis, sans pour autant être renommé. Il existe également une esplanade Dominique Baudis à Colomiers (à proximité de la gare des Ramassiers) et la médiathèque d'Auterive (Haute-Garonne) porte le nom de l'homme politique.
En 2020 est lancé le prix Dominique-Baudis par l'Institut d'Etudes Politiques de Paris, dont il fut l'un des élèves, en lien avec l'association portant son nom. Cette initiative vise à récompenser des contenus qui tentent de  « valoriser l’un des engagements qui ont marqué la carrière de l’ancien maire », relève le journal toulousain.
Le 3 septembre 2022, une rue est inaugurée à son nom. Il s'agit de la rue qui longe les arcades, place du Capitole, l'une des plus anciennes de la ville.

### Vie privée
Dominique Baudis a épousé en secondes noces Ysabel Saïah le 27 avril 1988. Le couple a eu deux enfants, Pierre et Benjamin. Dominique Baudis avait une fille, Florence, issue d'un précédent mariage.

## Décorations
- Chevalier de la Légion d'honneur (2001)[24].

## Affaire Alègre
En 2003, alors qu'il est président du CSA, Dominique Baudis est mis en cause dans une affaire, qui se révélera totalement imaginaire, liée au tueur en série Patrice Alègre.
Le 1er avril 2003, le quotidien La Dépêche du Midi publie les déclarations de deux prostituées disparues, Fanny et Patricia, et demande à la justice l'ouverture rapide d'une information judiciaire. Alors que celle-ci commence ses investigations, aucun nom ne sort dans les médias : seules des informations parcellaires sont transmises à la presse nationale ou locale, qui d'ailleurs s'intéresse alors peu à l'affaire ; cette diffusion de bribes sera le cas durant toute la procédure, avec la communication de, seulement, quelques détails de l'enquête et d'« extraits partiels de procès-verbaux ». Le 12 mai 2003, dans plusieurs déclarations aux gendarmes et durant une confrontation avec Patrice Alègre devant le juge d'instruction Serge Lemoine, les deux prostituées accusent plusieurs personnalités toulousaines, dont Dominique Baudis. Ce même jour, Marianne écrit que « le nom du maire de Toulouse est même cité » sans que cela ait de réelles répercussions en France. Pourtant, au niveau local, la rumeur court.
La France découvre l'affaire six jours plus tard lorsque Dominique Baudis, voulant prendre les devants, intervient au journal de Claire Chazal sur TF1 le 18 mai 2003 : alors accusé de proxénétisme, viol, meurtre et actes de barbarie, Dominique Baudis, crispé à l'antenne, se déclare « bien décidé à affronter la calomnie les yeux dans les yeux » et affirme son innocence. Mais sa défense maladroite et empreinte d'émotion renforce les rumeurs de son implication, relayées par certains médias,. Des médias qui s'emballent immédiatement après son intervention, dont le 22 mai 2003, lorsqu'un prostitué témoigne, de dos et sous pseudonyme, au journal de 20 heures de TF1, puis trois jours après à celui de France 2, affirmant qu'il y a eu des « morts » et assurant avoir reconnu, au cours d’une des soirées, une enfant disparue six ans plus tôt. La presse comme la télévision tournent pourtant en boucle autour de certaines sources et « l'histoire s'auto-alimente », tous reprenant les informations de l'un et l'autre sans jamais les vérifier ou recouper : les dérapages journalistiques s'accumulent.
Le 13 juin 2003, Dominique Baudis met en cause Jean-Michel Baylet, patron du quotidien La Dépêche du Midi, et dénonce à nouveau une machination. Il accuse également, sans fournir de preuves, le milieu de la pornographie qui voudrait, selon lui, lui faire payer le fait d'avoir tenté (sans succès), en 2002, de faire interdire en tant que président du CSA les films pornographiques à la télévision, mêlant ainsi la pornographie et le milieu de la prostitution qui, selon lui, ne feraient qu'un, : « J'ai dû déranger de très gros intérêts » dit-il.
Karl Zéro, à l'époque présentateur sur Canal+ de l'émission Le Vrai Journal, soudoie financièrement les deux prostituées Fanny et Patricia afin d'obtenir des révélations fantaisistes. Le Monde, alors dirigé par Edwy Plenel, embraye sans retenue, dès le 16 juin, sur ses déclarations faites lors de l'émission, arguant qu'elles auraient toutes été vérifiées par la Gendarmerie : mais toute la teneur de l'article se révèlera fausse. Pourtant, à ce moment-là, l'emballement médiatique est à son apogée, avec Le Monde et LCI en tête, le premier informant le second, qui se dispense alors de vérifier l'information, le tout suivi aveuglement et sans recul par le reste des médias ; dont France 2 qui ne ménage pas sa peine sur le sujet.
Par la suite, les nombreuses irrégularités de l'enquêteur Roussel, chef des investigations, sont pointés du doigt par l'inspection de la Gendarmerie.
Deux des trois témoins sont mis en examen, le troisième meurt avant de l'être. Le 11 juillet 2005, les deux ex-prostituées Fanny et Patricia reviennent sur leurs déclarations et sont reconnues coupables de dénonciation calomnieuse, puis condamnées respectivement à deux et trois ans de prison avec sursis par le tribunal correctionnel de Toulouse, le 26 mars 2009. Par ailleurs, la chambre d'instruction de la cour d'appel de Toulouse confirme le non-lieu général pour le volet « Viols et proxénétisme en bande organisée » dans lequel Baudis et d'autres personnalités avaient été mis en cause. Le président du CSA est ainsi blanchi par la justice.
Karl Zéro, bénéficie d'un non-lieu en mars 2007 à la suite de sa mise en examen pour « sortie illicite de correspondance », « violation du secret de l'instruction » et « violation du secret professionnel » pour avoir lu en direct à la télévision une lettre du meurtrier Patrice Alègre impliquant à tort Dominique Baudis dans la prétendue affaire. En janvier 2009, Karl Zéro est à nouveau mis en examen pour « sortie irrégulière de correspondance de prison ».
Sous le titre Face à la calomnie, Dominique Baudis publie en 2005 le journal qu'il a tenu pendant dix-huit mois, de 2003 à 2004, victime de ce qu'il qualifie de longue campagne de calomnies. Dans ce livre, il accuse l'ex-gendarme Michel Roussel d'avoir orienté les témoignages des deux anciennes prostituées qui l'avaient impliqué dans l'affaire Alègre. Cela vaudra à Dominique Baudis d'être condamné pour diffamation en première instance, le 4 janvier 2006. Le 9 août de la même année, la cour d'appel de Toulouse confirme la diffamation : il est condamné à 1 000 euros d'amende avec sursis et à verser 1 000 euros au journaliste de La Dépêche du Midi Gilles Souillés, qu'il avait accusé d'avoir « égaré » ou « intoxiqué » volontairement ses confrères. Dans ce même livre, Dominique Baudis dit ne pas comprendre l'attitude de son successeur à la mairie de Toulouse, Philippe Douste-Blazy, qu'il accuse de complaisance à l'égard de la rumeur.
Deux ans après sa mort, la veuve de Dominique Baudis évoque en détail l'affaire Alègre dans le livre du journaliste Alexandre Duyck La République des rumeurs consacré aux « ragots, rumeurs et complots » de plusieurs époques de la Ve République. Le livre accuse le quotidien régional La Dépêche du Midi d'avoir « allumé le feu » et de l'avoir ensuite alimenté, même si d’autres médias « l’ont aidé ». Le livre décrit la « guerre » entre les familles Baylet et Baudis à Toulouse : la première, de centre-gauche, étant propriétaire de La Dépêche du Midi et la seconde, de centre-droit, ayant longtemps occupé la mairie de la ville rose. Une fois élu maire, Dominique Baudis a mis « fin aux privilèges dont jouissait La Dépêche du Midi auprès de la municipalité : les annonces légales, les espaces publics, les contrats lors des foires, des marchés », raconte sa veuve, laissant imaginer une possible vengeance.

## Association Dominique Baudis
En 2019, l’association Dominique Baudis naît de la volonté de valoriser la mémoire et le souvenir de l'ancien journaliste et homme politique.

## Présentateur de télévision
- 1977-1980 : Journal de 20 heures (TF1)
- 1980-1982 : Soir 3 (FR3)

## Œuvres
- La Passion des chrétiens du Liban, Éditions France Empire, 1978.
- La Mort en keffieh, Éditions France Empire, 1980.
- Raimond le Cathare, Éditions Grasset, 1996.
- Raimond d'Orient, Éditions Grasset, 1999.
- La Conjuration, Éditions Grasset, 2001. Prix Relay 2001[43]
- Il faut tuer Chateaubriand, Éditions Grasset, 2003.
- Face à la calomnie, 317 p., Éditions Fixot, Paris, 2005 •  (ISBN 978-2-84563-189-2)
- Les Amants de Gibraltar, Éditions Grasset, 2010, 306 p. (ISBN 978-2-246-75521-0). Prix Méditerranée 2010[44]

#### Presse
- Sophie Stadler, « L'affaire Baudis, chronique d'une dérive médiatique », Le Parisien Week-end,‎ 16 juin 2023, p. 32-35 (ISSN 2263-2506).